# Интернациональная литература
«Интернациональная литература» — ежемесячный литературно-художественный и общественно-политический журнал.
До декабря 1935 года — «Центральный орган МОРП», затем Союза писателей СССР.
Журнал выходил в Москве с 1933 по 1943 год на русском, французском, английском и немецком языках. Печатался Гослитиздатом в СССР и различными связанными с Коминтерном издательствами в других странах (например, Lawrence & Wishart в Британии).

## История
Журнал «Интернациональная литература» был создан в результате реорганизации и слияния журналов «Вестник иностранной литературы» (1928, 1929—1930) и «Литература мировой революции» (1931—1932).
После закрытия журнала в 1943 году он стал издаваться вновь только в 1955 году под названием «Иностранная литература».
В журнале имелся раздел литературной критики, где печатались как советские и так и зарубежные критики и литературоведы.
Также имелся раздел хроники международной литературной жизни.

## Иностранные авторы журнала
Переводчица Нора Галь вспоминала о публикациях «Интернациональной литературы» как о разительном контрасте с официальной советской литературой:

Пусть не всегда полностью, пусть в отрывках мы узнавали Кафку, Джойса и Дос Пассоса. Колдуэлл и Стейнбек, Томас и Генрих Манны, Брехт и Фейхтвангер, Жюль Ромэн, Мартен дю Гар и Мальро — вот какими встречами мы обязаны журналу. И <…> для всех читающих людей величайшим потрясением было открытие Хемингуэя. Нет, конечно, в Интерлите не обошлось без пафоса насчет мировой революции, лозунговой примитивности «пролетарских писателей всех стран». Но оказалось — можно погрузиться в неведомые нам пути и перепутья человеческой судьбы, в глубочайшие глуби души. Мы и не подозревали, что в наше время можно ТАК писать.
В то же время литературовед Арлен Блюм отмечал, что журнал преимущественно публиковал современных зарубежных писателей, которые рассматривались руководством СССР как симпатизирующие СССР. В связи с этим характерна переписка между редакцией журнала и Джорджем Оруэллом и Иностранным отделом НКВД.
Из письма Джорджа Оруэлла:

…я хотел бы быть с Вами откровенным, потому я должен сообщить Вам, что в Испании я служил в П.О.У.М., которая, как Вы несомненно знаете, подверглась яростным нападкам со стороны Коммунистической партии и была недавно запрещена правительством; помимо того, скажу, что после того, что я видел, я более согласен с политикой П.О.У.М., нежели с политикой Коммунистической партии. Я говорю Вам об этом, поскольку может оказаться так, что Ваша газета (так у Оруэлла: «paper». — А. Б.) не захочет помещать публикации члена П.О.У.М., а я не хочу представлять себя в ложном свете.
Наверху найдете мой постоянный адрес.
Братски Ваш
Джордж Оруэлл

По получении такого письма редакция немедленно обратилась в НКВД за инструкциями:
28 июля 1937 г.
В Иностранный отдел НКВД
Редакция журнала «Интернациональная литература» получила письмо из Англии от писателя Джорджа Оруэлла, которое в переводе направляю к сведению, в связи с тем, что из ответа этого писателя выявилось его принадлежность к троцкистской организации «ПОУМ».
Прошу Вашего указания о том, нужно ли вообще что-либо отвечать ему и, если да, то в каком духе?
P.S. Напоминаю, что я до сих пор не получил ответа на пересланное Вам письмо Р. Роллана.
Редактор журнала «Интернациональная литература» (Т. Рокотов)

## Отношения с антифашистским движением
Ещё большие трудности у журнала возникли, когда после подписания Советского-Германского пакта от 23 августа 1939 года немецкие (и другие) антифашисты из друзей превратились во врагов. В этой обстановке исполнявший обязанности ответственного редактора журнала Т. Рокотов пытался заручиться поддержкой Иностранной комиссии Союза писателей СССР, так как боялся «сделать ту или иную ошибку, тот или иной ляпсус» и «потом позовут нас редакторов и, задним числом, будут греть». Не получив поддержки, Т. Рокотов направил письмо в Управление пропаганды и агитации ЦК ВКП(б), но и здесь ответа не получил. В результате после 23 августа 1939 года Т. Рокотов отказался от сотрудничества с корреспондентами журнала из числа антифашистов. Это привело к потере популярности «Интернациональной литературы» как в СССР, так и за рубежом. Но Тимофею Рокотову (1895—1945) повезло — в отличие от его предшественников, «редакторов-троцкистов» Бруно Ясенского (1901—1938) и Сергея Динамова (1901—1939) — ему сохранили жизнь. Начавшаяся 22 июня 1941 года война СССР с Германией означала ещё один разворот политики журнала на 180 градусов — теперь корреспонденты-антифашисты были опять друзья. В конечном итоге в 1943 году власти СССР журнал просто закрыли.

## Редакторы журнала
- Бруно Ясенский (1933—1937)
- Динамов, Сергей Сергеевич (1933—1938)[7]
- Рокотов, Тимофей Арнольдович[8] (1938—1942)
- Сучков, Борис Леонтьевич (1942—1943)
- Стасова, Елена Дмитриевна (1938—1946) — издания на английском и французском языках